# Somebody (serie de televisión)
Somebody (en hangul, 썸바디; RR:  Sseombadi) es una serie de televisión web surcoreana dirigida por Jung Ji-woo y protagonizada por Kim Young-kwang, Kang Hae-rim, Kim Yong-ji y Kim Soo-yeon. Sus ocho capítulos se estrenaron simultáneamente en la plataforma Netflix el 18 de noviembre de 2022.

## Sinopsis
Seom es una joven informática que ha desarrollado la aplicación de contactos sociales Somebody. Aunque tiene algunas dificultades relacionales a causa de su síndrome de Asperger, es amiga de una oficial de policía, Gi-eun (que a raíz de un accidente perdió la movilidad de las piernas), y una chamana, Mok-won. Todas ellas se implican con una persona misteriosa, un arquitecto llamado Yoon-oh, mientras se lleva a cabo la investigación de un caso de asesinato en el que el asesino se valió de Somebody.

## Reparto

### Protagonistas
- Kim Young-kwang como el arquitecto Sung Yoon-oh, una persona de encanto desbodante pero que parece estar ocultando algo.[2][5]
- Kang Hae-rim como Seom, la desarrolladora de la aplicación Somebody, poseedora de un gran talento pero con dificultades para comunicarse con los demás.[2][6][7]
- Kim Yong-ji como Lim Mok-won, una chamana amiga de Gi-eun y de Seom.
- Kim Su-yeon como Gi-eun, una oficial de policía que investiga un caso relacionado con Somebody. Tuvo un accidente que la obliga a utilizar una silla de ruedas.[2][8]

### Reparto secundario
- Bae Kang-hee como Lee Ha-in, compañera de trabajo de Seom en Spectrum.[9]
- Lee Ki-chan.
- Choi Yu-ha como Samantha Jeong, CEO de Spectrum.[10]
- Choi Sang-hyuk como Sim Woo-cheol.
- Choo Sun-woo como Jang Ha-na.
- Kim Na-yeon como Oh Na-eun.
- Kang Ji-eun como Gong-joo.

## Producción
La serie había sido llamada previamente Bloody Finger, y después Finger, antes de recibir su título definitivo.
El 23 de septiembre de 2021 Netflix anunció la producción de la serie, así como una breve sinopsis de la misma y los nombres del director y los protagonistas. Se trata de la primera serie web que dirige Jung Ji-woo, director de A Muse, Heart Blackened y La frecuencia del amor. Según Jung, «el primer plan de Somebody fue una historia sobre un asesino en serie que utiliza una aplicación para provocar incidentes y accidentes. Cambió a medida que la historia de las tres personas y de su relación tomaron la delantera. Usé la expresión 'melodrama bizarro', pero el melodrama estuvo en la base desde el principio».
Por lo que respecta a los actores, aunque en principio se había ofrecido un papel al actor Kim Soo-hyun, su agencia, Gold Medalist, había comunicado ya en enero de ese mismo año que aquel había declinado la oferta y estaba evaluando otros papeles.
El 20 de enero de 2022 se publicó la primera imagen de la serie. El 4 de octubre del mismo año se hicieron públicos el tráiler y el póster principal.
La serie se presentó en el 27.º Festival Internacional de Cine de Busan, en la sección On Screen, reservada a las series emitidas por plataformas de video en línea.